# The Jim Morrisons
The Jim Morrisons is een noise-act uit Tilburg die speelt met de grenzen van muziek en performancekunst. De groep is aangesloten bij Vatican Analog, het kunstenaarscollectief en label opgezet door Vincent Koreman. Tijdens optredens struinen twee gemaskerde mannen door de zaal waarbij ze worden ondersteund door zware lagen bezwerende noise. Het duo staat bekend om intense en schokkende optredens, waarbij het publiek wordt aangevallen, meegesleurd om ze uiteindelijk verdwaasd in de zaal achter te laten.
In 2007 nemen The Jim Morrisons deel aan de Popronde en spelen ze op Incubate.

## Discografie
- 90476(2007)
- WAKE UP! (2007)